# Ancylotrypa pretoriae
Ancylotrypa pretoriae là một loài nhện trong họ Cyrtaucheniidae. Loài này phân bố ờ Nam Phi.